# Primarias del Partido Demócrata de 2008 en Vermont
Las Primarias demócratas de Vermont, 2008, fueron el 4 de marzo de 2008.

## Resultados
| Clave: | se retiró antes de la convocatoria |

| Primaria demócrata de Vermont, 2008 99% de los precintos reportados | Primaria demócrata de Vermont, 2008 99% de los precintos reportados | Primaria demócrata de Vermont, 2008 99% de los precintos reportados | Primaria demócrata de Vermont, 2008 99% de los precintos reportados |
| Candidato                                                           | Votos                                                               | Porcentaje                                                          | Delegados                                                           |
| ------------------------------------------------------------------- | ------------------------------------------------------------------- | ------------------------------------------------------------------- | ------------------------------------------------------------------- |
| Barack Obama                                                        | 91,770                                                              | 59.37%                                                              | 9                                                                   |
| Hillary Clinton                                                     | 59,828                                                              | 38.71%                                                              | 6                                                                   |
| John Edwards                                                        | 1,966                                                               | 1.27%                                                               | 0                                                                   |
| Dennis Kucinich                                                     | 1,002                                                               | 0.65%                                                               | 0                                                                   |
| Total                                                               | 154,566                                                             | 100.00%                                                             | 15                                                                  |